# Campeonato Europeo de Curling Femenino de 1998
El XXIV Campeonato Europeo de Curling Femenino se celebró en Flims (Suiza) entre el 5 y el 11 de diciembre de 1998 bajo la organización de la Federación Mundial de Curling (WCF) y la Federación Suiza de Curling.
Las competiciones se realizaron en la Alpenarena de la ciudad suiza.